# Mariestads teater
Mariestads teater är en teaterbyggnad i Mariestad, Västra Götalands län. Den ritades till stor del av skådespelaren och teaterdirektören Anders Peter Berggren och började användas i september 1842. Byggnaden ansågs färdig strax före jul samma år, och invigdes officiellt 4 januari 1843. 1848 blev huset försett med dekorationer på utsidan, samt genomgick en rappning och målning invändigt. Huset inrymde rum för resande och en restaurang, under 1890-talet även konditori. På 1880-talet öppnades telefonstation på övervåningen. Teatern blev byggnadsminne 1992.